# 紅胸燧鯛
紅胸燧鯛（学名：Hoplostethus mediterraneus），又名紅胸棘鯛，为棘鲷科棘胸鲷属的鱼类，俗名燧鲷、红棘胸鲷。分布于西太平洋日本南部及东西大西洋等处以及台湾东港等，属于深海底层鱼。该物种的模式产地在地中海。